# Cleome spinosa
Cleome spinosa — багаторічна, іноді однорічна рослина. Є видом родини Cleomaceae, що походить із Південної Америки. Вирощується як декоративна рослина і характеризується тривалим періодом цвітіння.

## Опис

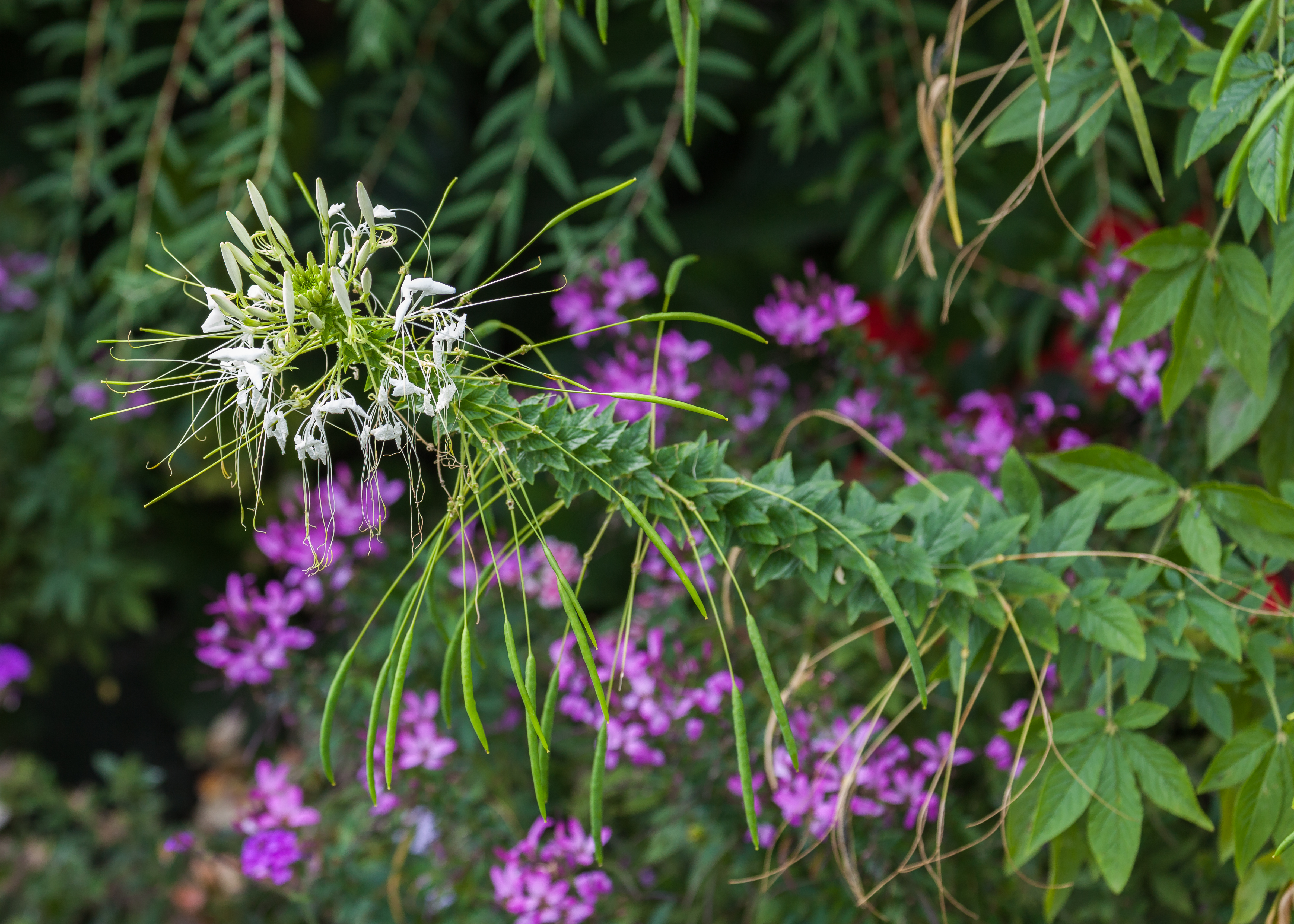
Зображення рослини.

В рідному середовищі існування є багаторічною рослиною, але за межами може бути однорічною. Утворює прямостоячий, слабо або сильно розгалужений кущ, який може досягати більше 1 м у висоту. Стебла шипуваті з листям, що складаються з 3-5 листочків, розташованих по черзі. Суцвіття з’являється у кінцевих суцвіттях з рожевими або білими квітками, найбільш незвичайною характеристикою яких є довгі тичинки, які виступають із пелюсток. Плід — зелена клейка коробочка, яка виділяє особливий аромат. 